# Slunjčica (rivier)

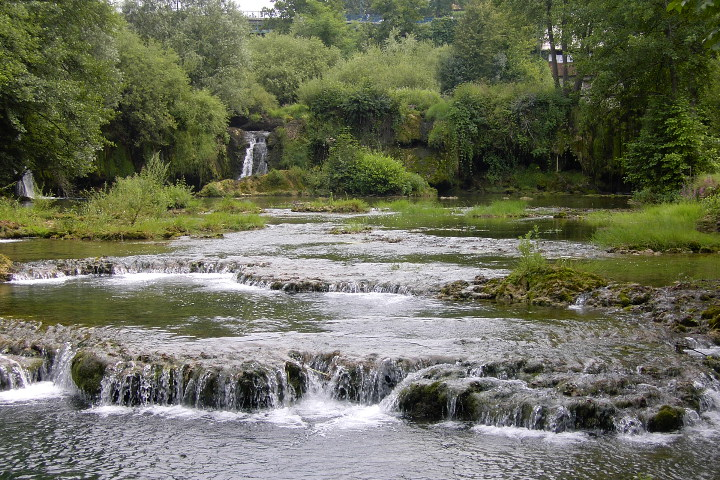
De Slunjčica bij Rastoke, Slunj

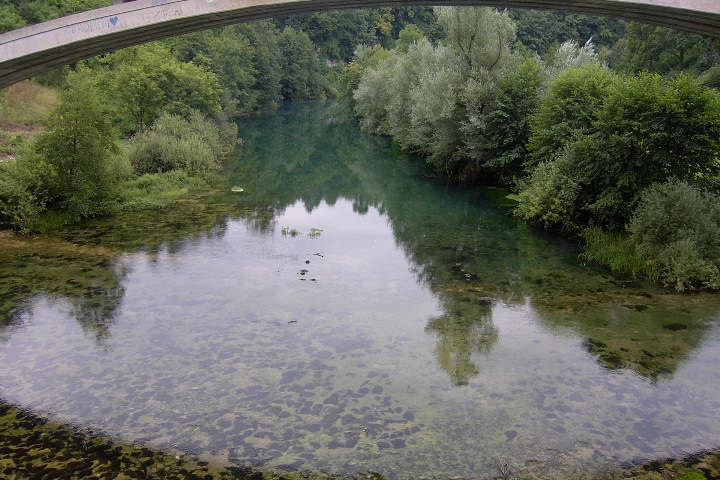
Slunjčica

De Slunjčica (plaatselijk ook Slušnica genoemd) is een rivier die door de regio Kordun stroomt in centraal Kroatië. Een gedeelte van de rivier stoomt ondergronds door poreuze karst en komt bij de stad Slunj bovengronds. Bij Rastoke stroomt de Slunjčica in de rivier Korana. De stad Slunj dankt zijn naam aan de rivier. Doordat de rivier gedeeltelijk ondergronds loopt is de watertemperatuur vrij koud, zelfs tijdens de zomer, waardoor men het water ook gebruikt als drinkwater.
- Virtual International Authority File: 316747614